# Famille d'Arzillières
 (juillet 2024).
La famille d'Arzillières est une famille originaire du comté de Champagne.

## Personnalités
- Pierre d'Arzillières. Premier seigneur connu d’Arzilliéres. Cité dans une charte de 1088 de l’abbaye de Montier-en-Der. Le nom de son épouse est inconnu, mais il a au moins une fille.
  -  ? d'Arzillières, qui épouse Odon, cité comme gendre de Pierre d’Arzilliéres dans la charte précitée, et dont elle a au moins un enfant :
    - Guillaume Ier d'Arzillières, qui suit.

- Guillaume Ier d'Arzillières. Il épouse avant 1168 en premières noces Yvette de Rethel, fille d'Eudes de Vitry, châtelain de Vitry, et de Mathilde de Rethel, comtesse de Rethel, dont il a une fille. Il épouse en secondes noces Élisabeth de Dampierre, dame de Coole, dont il a trois enfants :
- de (1) : Adeline  d'Arzillières, qui épouse Érard, seigneur d’Aulnay et maréchal de Champagne.
- de (2) : Gautier Ier d'Arzillières, qui suit.
- de (2) : Henri d'Arzillières, qui suit après son frère.
- de (2) : Guillaume d'Arzillières, dit de Seiliez, cité dans une charte de 1189. Probablement mort sans union ni descendance. Il devient templier vers 1190 et devient maréchal de l'ordre à Saint-Jean-d'Acre vers 1205[1],[2].
- de (2) : Vilain d'Arzillières, qui épouse Yvette de Vitry, fille d'Eudes de Vitry et de Mathilde de Rethel, dont il a au moins un enfant :
  - Adeline d'Arzillières, qui épouse Gautier de Nully, d'où postérité.

- Gautier Ier d'Arzillières († vers 1190). Il épouse une femme prénommée Élisabeth mais dont le nom est inconnu, dont il n'a probablement pas d'enfant. Il participe à la troisième croisade et meurt probablement pendant le siège de Saint-Jean-d'Acre.

- Henri d'Arzillières († vers 1209). Il est présent au tournoi d'Écry où il décide prendre la croix. Il part pour la quatrième croisade en 1202. Il épouse Agnès de Joigny, veuve de Simon de Broyes, seigneur de Beaufort, fille de Renard IV, comte de Joigny, et d'Adélaïde de Nevers, dont il a au moins deux enfants :
  - Gautier II d'Arzillières, qui suit.
  - La dame de Fayel, citée dans une charte de février 1231.

- Gautier II d'Arzillières (né vers 1195, † vers 1263). Il est en Terre-Sainte en 1222. Il épouse en premières noces Isabelle de Grandpré, fille de Henri III, comte de Grandpré, et d'Isabelle de Coucy, dont il a peut-être un enfant. Veuf, il épouse en secondes noces Béatrix de Til-Châtel, veuve de Renard de Dampierre-en-Astenois, fille de Gui II de Til-Châtel et de Guillemette de Bourbonne, dont il a deux ou trois enfants :
  - de (1) ou (2) : Guillaume II d'Arzillières, qui suit.
  - de (2) : Henri d'Arzillières, seigneur de Gigny, qui épouse Hélisende de Traînel, fille de Garnier IV de Traînel, seigneur de Marigny, et d'Hélisende de Rethel, dont il a au moins un enfant : Gautier d'Arzillières. Il meurt avant 1268.
  - de (2) : Béatrix d'Arzillières, mariée à Guillaume, seigneur de Saint-Chéron, fils d'Ansel de Saint-Chéron et de Nicole dont elle a au moins deux enfants : Ogier V de Saint-Chéron et Béatrice de Saint-Chéron.

- Guillaume II d'Arzillières (né vers 1225, † en 1290). Il est cité en 1259 comme pleige du seigneur de Plancy avec Jean de Thorote. Il épouse en premières noces Agnès de Plancy, fille de Jacques, seigneur de Plancy, dont il a au moins un enfant. Il épouse ensuite en secondes noces Anne, dame d'Aulnay, dont il a probablement plusieurs enfants :
  - de (1) : Gautier III d'Arzillières, qui suit.
  - de (1) ou (2) : Jean d'Arzillières, seigneur de Coole. Il semble être entré assez tard dans les ordres. Il est chanoine de Châlons de 1289 à 1308, puis archidiacre du Port au diocèse de Toul, puis élu comme évêque de Toul en 1309 et sacré en 1312. Il se retire à Avignon auprès des papes Clément V puis Jean XXII et meurt en 1320.
  - de (1) ou (2) : Marie d'Arzillières, qui épouse Érard Trouillard, seigneur de Lézinnes.
  - de (1) ou (2) : Agnès d'Arzillières, moniale à Saint-Pierre de Reims.

- Gautier III d'Arzillières (né vers 1265, † en 1314). Il épouse Jeanne de Bailleur, fille et héritière de Jean de Bailleux, dont il a cinq enfants :
  - Guillaume III d'Arzillières, qui suit.
  - Jean d'Arzillières, qui suit après son frère.
  - Gautier d'Arzillières, chanoine de Troyes puis à Châlons. Il meurt en 1351 ou 1352.
  - Béatrix d'Arzillières, dame de Blaise-sous-Arzillières. Elle épouse Gui de Joinville, seigneur de Donjeux, dont elle a plusieurs enfants.
  - Agnès d'Arzillières, religieuse à Saint-Pierre de Reims.

- Guillaume III d'Arzillières (né vers 1285, † en 1359). Il est chevalier en 1304 où il se porte caution avec son frère Jean pour une somme de trois mille livres due au roi par la maison du Temple de Paris. Il épouse Jeanne de Noviant, dame de Tremblecourt et de Noviant-aux-Prés, mais n'ayant pas d'enfant, il donne de son vivant la seigneurie d'Arzillières à son frère Jean par acte du 4 novembre 1324, avec le consentement de Gautier et de Béatrix, sous la réserve de l'usufruit pour lui et d'un douaire pour sa femme Jeanne. Le roi Charles le Bel confirma cet acte en mars 1325. Son mariage, non consommé, aurait été annulé fin 1323 ou début 1324.

- Jean d'Arzillières (né vers 1290, † en 1337). Son frère lui transmet de son vivant la seigneurie d'Arzillières par acte du 4 novembre 1324. En 1323, il épouse Jeanne d’Ecot, dite de Mareilles, veuve de Hue de Chappes, dont il a quatre enfants :
  - Gautier IV d'Arzillières, qui suit.
  - Jacques d'Arzillières, cité dans une charte de 1341. Probablement mort jeune et sans postérité.
  - Agnès d'Arzillières, religieuse à Saint-Pierre de Reims.
  - Jeanne d'Arzillières, qui épouse en 1342 Pierre III de Jaucourt, seigneur de Dinteville, dont elle a au moins deux enfants : Érard III de Jaucourt et Pierre de Dinteville.

- Gautier IV d'Arzillières (né en 1325, † en 1404). Encore mineur à la mort de son père, c'est son oncle Guillaume III qui assure sa tutelle. Il hérite en 1389 du comté de Dampierre-en-Astenois. Il épouse en premières noces Isabeau de Mello, dont il a trois enfants. Veuf, il épouse en secondes noces Denise de Montmorency, dont il n'a sans doute pas d'enfant.
  - Jean d'Arzillières, qui épouse vers 1395 Jeanne de Grancey. Il meurt sans postérité vers 1404, avant son père.
  - Gautier d'Arzillières, émancipé en 1380, il est promu au rang de chevalier puis entre en 1384 par la protection du roi Charles VI dans la garde de Louis, comte de Valois, frère du roi. Il meurt avant son père sans laisser de postérité.
  - Catherine d'Arzillières, qui épouse Rogues de Hangest, dont elle a deux enfants. En l'absence d'héritier mâle à la mort de Gautier IV, la seigneurie d'Arzillière passe dans la maison de Hangest.
    - Aubert II de Hangest, qui est la tige de la seconde maison d'Arzillières.
    - Christophe de Hangest, qui épouse Jeanne de Landres, d'où postérité.

## Pour approfondir